# Omphaletis passalota
Omphaletis passalota là một loài bướm đêm trong họ Noctuidae.